# Michał Szurek
Michał Szurek (ur. w 1946) – matematyk i publicysta. 

## Życiorys
Pochodzi z rodziny nauczycielskiej. W 1968 roku skończył studia na Uniwersytecie Warszawskim. Od tego czasu jest pracownikiem i wykładowcą tej uczelni. Jego główna specjalność naukowa to geometria algebraiczna. Od 1978 roku prowadzi dział Rozmaitości matematyczne w "Młodym Techniku". Przez cztery lata był redaktorem "Delty". Jest laureatem nagrody Polskiego Towarzystwa Matematycznego imienia Samuela Dicksteina (2004). Od 2012 członek Komitetu Redakcyjnego czasopisma Wiadomości Matematyczne.

## Twórczość
Jego najbardziej znane publikacje to:
- 1987: Opowieści matematyczne,
- 1995: Opowieści geometryczne.
  - 2024: nowe wydanie, Oficyna Edukacyjna, ISBN 978-83-7594-261-3.
- 1995: Z komputerem przez matematykę,
- 2000: Matematyka dla humanistów,
- 2006: O nauczaniu matematyki – ośmiotomowy cykl wykładów,
- 2008: Matematyka przy kominku,
- Gawędy matematyczne na każdy dzień miesiąca.